# 玉隆万寿宫
玉隆万寿宫，又名西山万寿宫，始建于东晋太元元年（376年），为道教三十六洞天的第十二小洞天和七十二福地的第三十八福地，位于江西省南昌市新建区境内。是江南著名道教宫观和游览胜地，道教净明道的发祥地，也是江右文化中万寿宫信仰（许真君信仰）的祖庭，与江右商帮的兴起有着密切的渊源，宋、明、清时期一度香火鼎盛。
现在的建筑格局除主殿以外，还有供奉三清道祖（玉清元始天尊，上清灵宝天尊，太清道德天尊）的三清殿，供奉玉皇大帝的玉皇殿，供奉三官大帝（天官、地官、水官）的三官殿，以及供奉关公的关公殿等等。
1957年7月1日，万寿宫公布为第一批江西省文物保护单位。